# Bob Wilson (polityk)
Bob Wilson właściwie Robert Carlton Wilson (ur. 5 kwietnia 1916 w Calexico, zm. 12 sierpnia 1999 w Chula Vista) – amerykański polityk, członek Partii Republikańskiej.

## Działalność polityczna
W okresie od 3 stycznia 1953 do 3 stycznia 1963 przez pięć kadencji był przedstawicielem nowo utworzonego 30.okręgu, przez kolejne pięć kadencji do 3 stycznia 1973 przedstawicielem nowo utworzonego 36. okręgu, następnie do 3 stycznia 1975 przez jedną kadencję był przedstawicielem nowo utworzonego 40. okręgu, a od 3 stycznia 1975 do 3 stycznia 1981 przez trzy kadencje przedstawicielem 41. okręgu wyborczego w stanie Kalifornia w Izbie Reprezentantów Stanów Zjednoczonych.